# Бойс, Гектор
Гектор Бойс или Гектор Боэций (англ. Hector Boyce, Boece, лат. Hector Boecius; 1465, Данди — 1536, Абердин) — шотландский философ, историк, хронист и педагог, профессор философии.

## Биография
Образование получил в Сент-Эндрюсском университете и Сорбонне в Париже. Во время учёбы познакомился и стал близким другом Эразма Роттердамского.
В 1497 году стал профессором философии Collège de Montaigu при Парижском университете. В 1500 году ему было предложено покинуть Париж и вернуться в Абердин, чтобы занять место руководителя вновь созданного Абердинского королевского колледжа по указу Якова IV (ныне Абердинский университет. Бойс в качестве первого директора колледжа читал лекции по медицине и богословию.
Автор двух книг. В 1522 году Г. Бойс опубликовал труд Vitae Episcoporum и др Murthlacensium Aberdonensium (Биографии епископов Марфлака и Абердина), а в 1527 году — «Историю Шотландии» (Gentis Scotorum), в котором он описал историю Шотландии до вступления на престол Якова III. Этот исторический труд стал его главной работой.
Его «История Шотландии» использовалась Полидором Вергилием, а позже была переведена на английский язык для Рафаэля Холиншеда, который использовал её в своих «Хрониках Англии, Шотландии и Ирландии» (The Chronicles of England, Scotland and Ireland, 1577). «Хрониками» Холиншеда затем воспользовался Шекспир, как источником для некоторых исторических пьес, в частности «Макбет», «Король Лир» и «Цимбелин».
Дж. Бьюкенен активно использовал хронику Г. Бойса в своей Rerum Scoticarum Historia (1582).
Дожив до 70 лет, погиб в 1536 году в Абердине, попав в пьяном виде под колёса экипажа.